# Mille lire al mese (programma televisivo)
Mille lire al mese è stato un varietà televisivo andato in onda per nove puntate il sabato sera su Rai Uno, a partire dal 20 gennaio 1996, ideato da Pippo Baudo e Michele Guardì, su testi di Bruno Broccoli, Giovanna Flora, Alberto Testa, Rory Zamponi, condotto da Pippo Baudo e Giancarlo Magalli, sulla scia del programma in onda l'anno precedente Papaveri e papere.
La trasmissione andò in onda per 8 puntate (dal 20 gennaio al 30 marzo).

## Caratteristiche
Nella trasmissione, in onda dal Teatro delle Vittorie di Roma eccezionalmente trasformato dallo scenografo Nico Calia in un café-chantant d'inizio secolo, i due presentatori ripercorrevano, con la partecipazione di numerosi ed importanti ospiti, cento anni di storia musicale e di costume d'Italia. Ogni puntata era dedicata ad un decennio del secolo XX. Tra musica, rievocazioni di avvenimenti storici e balli, il programma riproponeva fedelmente anche una nuova versione del Musichiere. Il gioco era condotto da Baudo e Magalli con la partecipazione di Sabina Stilo e Marco Del Freo. L'orchestra era diretta dal maestro Gianni Ferrio, già protagonista dello storico Musichiere .
La trasmissione si interruppe per un mese a causa degli impegni di Baudo per il Festival di Sanremo, seguiti da screzi con la dirigenza Rai.
La sigla è l'omonima canzone interpretata nel 1939 da Gilberto Mazzi.

## Puntate
| Puntata | Data             | Ospiti                                                                         | Telespettatori | Share  |
| ------- | ---------------- | ------------------------------------------------------------------------------ | -------------- | ------ |
| 1       | 20 gennaio 1996  | Veronica Pivetti, Heather Parisi, Katia Ricciarelli, Gloria Paul               | 8.543.000      | 35,0%  |
| 2       | 27 gennaio 1996  | Irene Fargo, Rosanna Fratello, Gianni Nazzaro, Gigi Proietti, Paola Perego     | N.D.           | N.D.   |
| 3       | 3 febbraio 1996  |                                                                                | 5.535.000      | 24,08% |
| 4       | 10 febbraio 1996 | Alba Parietti                                                                  | 6.288.000      | N.D.   |
| 5       | 16 febbraio 1996 | Mara Venier, Maria Grazia Cucinotta, Paolo Bonolis, Renato Zero, Nino D'Angelo | N.D.           | N.D.   |
| 6       | 16 marzo 1996    |                                                                                | N.D.           | N.D.   |
| 7       | 23 marzo 1996    | Fred Buongusto, Clarissa Burt, Giuliano Gemma, Gianni Morandi                  | N.D.           | N.D.   |
| 8       | 30 marzo 1996    |                                                                                | N.D.           | N.D.   |

Interviene inoltre, come ospite, Al Bano.